# Dariusz Popiela
Dariusz Bogusław Popiela (Cracovia, 27 de julio de 1985) es un deportista polaco que compite en piragüismo en la modalidad de eslalon.
Ganó cinco medallas en el Campeonato Mundial de Piragüismo en Eslalon entre los años 2006 y 2023, y once medallas en el Campeonato Europeo de Piragüismo en Eslalon entre los años 2006 y 2022.
En los Juegos Europeos de Cracovia 2023 consiguió una medalla de plata en la prueba de K1 por equipos. Participó en los Juegos Olímpicos de Pekín 2008, ocupando el octavo lugar en la prueba de K1 individual.

## Palmarés internacional
| Campeonato Mundial | Campeonato Mundial               | Campeonato Mundial | Campeonato Mundial |
| Año                | Lugar                            | Medalla            | Competición        |
| ------------------ | -------------------------------- | ------------------ | ------------------ |
| 2006               | Praga (República Checa)          | Medalla de bronce  | K1 por equipos     |
| 2013               | Praga (República Checa)          | Medalla de plata   | K1 por equipos     |
| 2018               | Río de Janeiro (Brasil)          | Medalla de plata   | K1 por equipos     |
| 2019               | Seo de Urgel (España)            | Medalla de bronce  | K1 por equipos     |
| 2023               | Londres (Reino Unido)            | Medalla de bronce  | K1 por equipos     |
| Juegos Europeos    |                                  |                    |                    |
| Año                | Lugar                            | Medalla            | Competición        |
| 2023               | Cracovia (Polonia)               | Medalla de plata   | K1 por equipos     |
| Campeonato Europeo |                                  |                    |                    |
| Año                | Lugar                            | Medalla            | Competición        |
| 2006               | L'Argentière-la-Bessée (Francia) | Medalla de plata   | K1 por equipos     |
| 2008               | Cracovia (Polonia)               | Medalla de oro     | K1 por equipos     |
| 2010               | Bratislava (Eslovaquia)          | Medalla de oro     | K1 por equipos     |
| 2011               | Seo de Urgel (España)            | Medalla de plata   | K1 por equipos     |
| 2013               | Cracovia (Polonia)               | Medalla de bronce  | K1 por equipos     |
| 2014               | Viena (Austria)                  | Medalla de bronce  | K1 individual      |
| 2017               | Tacen (Eslovenia)                | Medalla de plata   | K1 individual      |
| 2017               | Tacen (Eslovenia)                | Medalla de bronce  | K1 por equipos     |
| 2018               | Praga (República Checa)          | Medalla de plata   | K1 por equipos     |
| 2019               | Pau (Francia)                    | Medalla de plata   | K1 individual      |
| 2022               | Liptovský Mikuláš (Eslovaquia)   | Medalla de plata   | K1 por equipos     |